# Пилотная серия (Доктор Хаус)
«Пилотная серия» (англ. Pilot), также известная как «Все лгут» (англ. Everybody Lies) — первая серия телесериала «Доктор Хаус». Премьера эпизода состоялась на телеканале FOX 16 ноября 2004 года.
Эпизод представляет зрителю гениального врача-диагноста Грегори Хауса (в исполнении Хью Лори) и его диагностическую команду в клиническом госпитале Принстон-Плэйнсборо (англ. Princeton-Plainsboro) в Нью-Джерси. Эпизод рассказывает о диагностике воспитательницы детского сада после припадка, случившегося во время занятия.

## Сюжет
Почти сразу после начала занятия в детском саду у воспитательницы Ребекки Адлер (Робин Танни) возникает афазия с последующей потерей сознания и конвульсиями. Доктор Джеймс Уилсон (Роберт Шон Леонард) пытается уговорить доктора Грегори Хауса рассмотреть этот случай, однако тот отказывает ему, ссылаясь на скуку. После чего Уилсон заявляет, что пациентка — его двоюродная сестра, и Хаус в конце концов соглашается заниматься этим делом. Администратор госпиталя доктор Лиза Кадди (Лиза Эдельштейн) ловит доктора Хауса у лифта и пытается уговорить его выполнять свои обязанности, заключающиеся в посещении клиники. Это занятие Хаус ненавидит из-за простоты постановки диагнозов больным. Хаус отказывается, аргументируя это тем, что его репутация не позволяет ей его уволить, и поспешно уходит. Однако когда команда Хауса пытается сделать МРТ Адлер, обнаруживается, что разрешение Хауса было аннулировано. Кадди обещает вернуть Хаусу разрешение в обмен на его работу в клинике. Хаус соглашается на это.
Во время МРТ у Адлер отекает горло и она начинает задыхаться, после чего доктор Роберт Чейз (Джесси Спенсер) и доктор Эллисон Кэмерон (Дженнифер Моррисон) делают ей трахеостомию. Выполняя уговор с Кадди, Хаус принимает десятилетнего мальчика, страдающего астмой, мать которого разрешает пользоваться ингалятором только эпизодически, а не постоянно, как предписано. Хаус саркастически ругает родителя, одновременно рассказывая ей об астме. Во время монолога Хаусу приходит в голову идея, и он покидает клинику, чтобы лечить Адлер. Он предполагает, что у той церебральный васкулит, не имея никаких доказательств, однако прописывает ей большие дозы стероидов.
Хаус, разговаривая со своим неврологом, доктором Эриком Форманом (Омар Эппс), уговаривает того вломиться в дом к Адлер для подтверждения диагноза. Так Форман узнает, что Хаусу «был нужен кто-нибудь со знанием жизни на улице». Форман отказывается от этого, говоря, что это незаконно. Кадди узнает о действиях Хауса и решает отстранить его: нельзя выписывать лекарства, основываясь на догадках. Однако, когда она приходит к пациентке, обнаруживается, что той стало лучше.
Вечером того же дня во время осмотра доктором Уилсоном у Адлер пропадает зрение, а потом случается сердечный приступ. Хаус понимает, что стероиды дали ему ещё один симптом, и всё-таки отправляет Формана с Кэмерон в квартиру Адлер, чтобы найти причину, объясняющую все симптомы. Они ничего не находят, однако, поедая свинину, обнаруженную в холодильнике Адлер, Форман сообщает Кэмерон о том, что побудило Хауса взять его на работу. Кэмерон решает узнать, как она попала в команду Хауса.
Во время обсуждения обыска дома пациентки раскрывается, что Уилсон солгал Хаусу о родстве с Адлер (она не еврейка, раз ест свинину). Хаус называет Формана идиотом и ставит окончательный диагноз — цистицеркоз (личинка ленточного червя в мозге больной). Но тут же узнаёт, что больная отказывается от всяческого лечения и хочет уехать домой умирать.
Хаус пытается уговорить Адлер лечиться от паразита, попутно рассказывая о том, как получил хромоту. В итоге ему не удаётся уговорить её. Чейз предлагает зачаток идеи о том, как без процедур доказать существование личинки червя в мозгу, а Хаус развивает её, приказав сделать рентген бедра. Врачи обнаруживают там личинку, и это убеждает Адлер. Она соглашается на лечение.
Кэмерон ждёт Хауса в его кабинете и спрашивает о причинах принятия её на работу. Тот отвечает, что нанял Чейза, потому что его отец попросил, Формана — из-за юношеской судимости, а её — из-за красоты.